# Arctotheca forbesiana
Arctotheca forbesiana là một loài thực vật có hoa trong họ Cúc. Loài này được (DC.) K.Lewin mô tả khoa học đầu tiên năm 1922.